# Policarpa Salavarrieta
Policarpa Salavarrieta Ríos, nota anche come La Pola (Guaduas, 26 gennaio 1795 – Bogotà, 14 novembre 1817), è stata una sarta e spia colombiana che operò per conto delle Forze Rivoluzionarie durante la Reconquista, un periodo in cui la Spagna tentò di riprendere il controllo delle sue colonie sudamericane.
Fu catturata dai leali al re e giustiziata.

## Nome
Dal momento che il suo certificato di nascita non fu mai trovato, il suo vero nome è sconosciuto. Salavarrieta è noto solo perché era quello usato da familiari ed amici. Il padre la chiamò Polonia nel suo testamento, documento che Salvador Contreras, il sacerdote che lo ufficializzò il 13 dicembre 1802, confermò. Il fratello Bibiano, molto vicino a lei, la chiamava Policarpa.
Nel suo passaporto del 1817, usato per entrare ed uscire da Bogotà durante la Reconquista, appare col nome di Gregoria Apolinaria. Anche Andrea Ricaurte de Lozano, con cui Policarpa aveva vissuto ed ufficialmente lavorato a Bogotà, e Ambrosio Almeyda, un capo della guerriglia a cui forniva informazioni, la chiamavano con questo nome. I suoi contemporanei la chiamavano semplicemente La Pola, ma Policarpa Salavarrieta è il nome con cui viene ricordata e commemorata.

## Luogo e data di nascita
Anche la data ed il luogo di nascita di Salavarrieta sono soggetti a congetture in assenza di documenti legali. Secondo la versione popolare sarebbe nata nel comune di Guaduas, Cundinamarca, tra il 1790 ed il 1796. Rafael Pombo disse che era nata a Mariquita, mentre secondo José Caicedo Rojas era di Bogotà.
Data e luogo di nascita possono essere dedotti da quelli di fratelli e sorelle che, curiosamente, non sono andati persi.
I fratelli erano:
- María Ignacia Clara, nata nella parrocchia San Miguel di Guaduas 12 agosto 1789-1802
- José María de los Ángeles, battezzato a Guaduas il 12 agosto 1790 - divenne un frate agostiniano
- Caterina, nata a Guaduas, 1791
- Eduardo, nato a Guaduas il 3 novembre 1792-1802
- Manuel, nato a Guaduas il 26 maggio 1796 - anche lui divenne agostiniano
- Francisco Antonio, battezzato nella parrocchia di Santa Bárbara, Bogotà, il 26 settembre 1798
- Ramón, confermato a Bogotà nel 1800
- Bibiano, battezzato a Bogotà, 1801.[2]

A giudicare dai familiari e dal fatto che Policarpa era nata tra i due fratelli religiosi, sembrerebbe essere nata tra il 1791 ed il 1796. Le registrazioni sembrano anche indicare che la famiglia Salavarrieta visse a Guaduas e si spostò poi a Bogotà dopo la nascita di Manuel nel 1796.
Nel tentativo di eliminare le discrepanze, l'Accademia colombiana di storia diede il suo giudizio finale il 10 settembre 1991, optando per Guaduas, Cundinamarca, come luogo di nascita.

## Gioventù

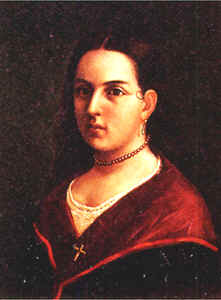
Acquarello di José María Espinoza

Nonostante non fosse apparentemente di rango Hidalgo, la famiglia di Policarpa era rispettata e benvoluta, a giudicare dalla loro casa natale di Guaduas, oggi diventata un museo. La famiglia Salavarrieta Ríos si spostò a Bogotà tra il 1796 ed il 1798, andando a vivere in una piccola casa del quartiere di Santa Bárbara.
Nel 1802 scoppiò un'epidemia di vaiolo nella capitale, uccidendo migliaia di persone tra cui il padre di Policarpa, la madre, il fratello Eduardo e la sorella María Ignacia. Dopo questa tragedia la famiglia si sciolse: José María e Manuel si unirono agli agostiniani, Ramón e Francisco Antonio viaggiarono fino a Tena dove trovarono lavoro in una fattoria. Catarina, la figlia maggiore, decise di tornare a Guaduas attorno al 1804, portando con sé i fratelli minori Policarpa e Bibiano. Abitarono nella casa della madrina Margarita Beltrán e della zia Manuela finché Catarina non sposò Domingo García, portando ancora con sé i fratelli.
Si conosce poco di questo periodo della vita di Policarpa. Quello che si sa è che lavorò come sarta, e si crede anche che abbia fatto l'insegnante in una scuola pubblica locale.
In quel periodo Guaduas era un'importante stazione di posta, su una delle maggiori strade cheattraversavano la Nuova Granada, una striscia di terra tra Bogotà ed il fiume Magdalena che metteva in comunicazione con la parte settentrionale del paese e fino al mare Caraibico. Soldati, nobili, artigiani, agricoltori, rivoltosi e spagnoli di ogni genere passavano da Gaduas, rendendola un centro di commercio e di fonte di informazioni. Durante la guerra, la famiglia di Policarpa era coinvolta dalla parte dei rivoluzionari; il cognato Domingo García morì combattendo al fianco di Antonio Nariño nella campagna meridionale, cui partecipò anche il fratello Bibiano.
Secondo la leggenda, dopo lo scoppio della rivoluzione il viceré Antonio José Amar y Borbón e la moglie María Francisca Villanová, temendo per le loro vite, furono spostati di nascosto fuori Bogotà dal sindaco José Miguel Pey de Andrade. Si fermarono a Guaduas, dove si pensa che la viceregina sia andata a casa di Policarpa preannunciandone l'imminente destino e la morte.

## Rivoluzionaria
La storia dice che Policarpa non fu politicamente coinvolta prima del 1810, e che al ritorno a Bogotà del 1817 era già politicamente attiva. Dato che Bogotà era la roccaforte della Reconquista, e che la maggior parte degli abitanti erano spagnoli fedeli al re che approvavano l'operato di Pablo Morillo, era difficoltoso entrare ed uscire dalla città. Policarpa ed il fratello Bibiano entrarono nella capitale con nuovi documenti e salvacondotti, e con una lettera di presentazione scritta da Ambrosio Almeyda e José Rodríguez, due capi rivoluzionari; raccomandavano a lei ed al fratello di restare nella casa di Andrea Ricaurte de Lozano facendosi passare per servi. In realtà la casa di Andrea Ricaurte era il punto di ritrovo dell'intelligence e della resistenza della capitale.
A Guaduas, Policarpa era nota come rivoluzionaria. Non essendo nata a Bogotà, poteva muoversi liberamente ed incontrarsi con altri patrioti e spie senza destare sospetti. Poteva anche infiltrarsi nelle case dei fedeli al re. Offrendosi come sarta alle mogli e figlie degli spagnoli, Policarpa entrava nelle loro case ed ascoltava le conversazioni, raccoglieva mappe e progetti delle loro attività, capiva chi erano le persone più importanti, e chi era invece sospettato di essere un rivoluzionario.
Policarpa reclutava anche segretamente giovani ragazzi per la causa rivoluzionaria, con l'aiuto del fratello. Insieme aiutarono ad aumentare il numero di combattenti di Cundinamarca, di cui c'era un disperato bisogno.

## Cattura

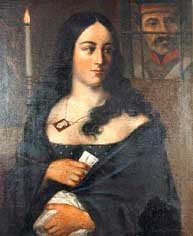
La Pola nella cappella, poco prima dell'arresto

Le sue operazioni proseguirono in modo discreto e segreto finché i fratelli Almeyda non furono fermati mentre portavano informazioni agli insorti fuori da Bogotà. Questi documenti legavano direttamente La Pola alla rivoluzione. I fratelli Almeyda e La Pola furono accusati di favorire la diserzione dei soldati reali e del loro inserimento nei ranghi della rivoluzione, di aver trasportato armi, munizioni e rifornimenti ai rivoltosi, di aver favorito la fuga degli Almeyda dal carcere in cui si trovavano a settembre dello stesso anno e nell'averli aiutati a trovare rifugio a Machetá. Speravano che il loro legame con La Pola sarebbe potuto tornare utile ai fini della rivoluzione in città. I fedeli al re la sospettavano ora di tradimento, ma non avevano prove inconfutabili per accusare una sarta di spionaggio.
L'arresto di Alejo Sabaraín mentre cercava di fuggire a Casanare fu l'evento che permise di arrestare La Pola: era stato fermato con una lista di fedeli al re e di patrioti datogli da La Pola.
Il sergente Iglesias, principale ufficiale spagnolo a Bogotà, fu incaricato di trovarla ed arrestarla. Policarpa Salavarrieta ed il fratello Bibiano furono entrambi presi nella casa di Andrea Ricaurte y Lozano, e portati presso il Colegio Mayor de Nuestra Señora del Rosario, trasformato in prigione di fortuna.

## Processo ed esecuzione

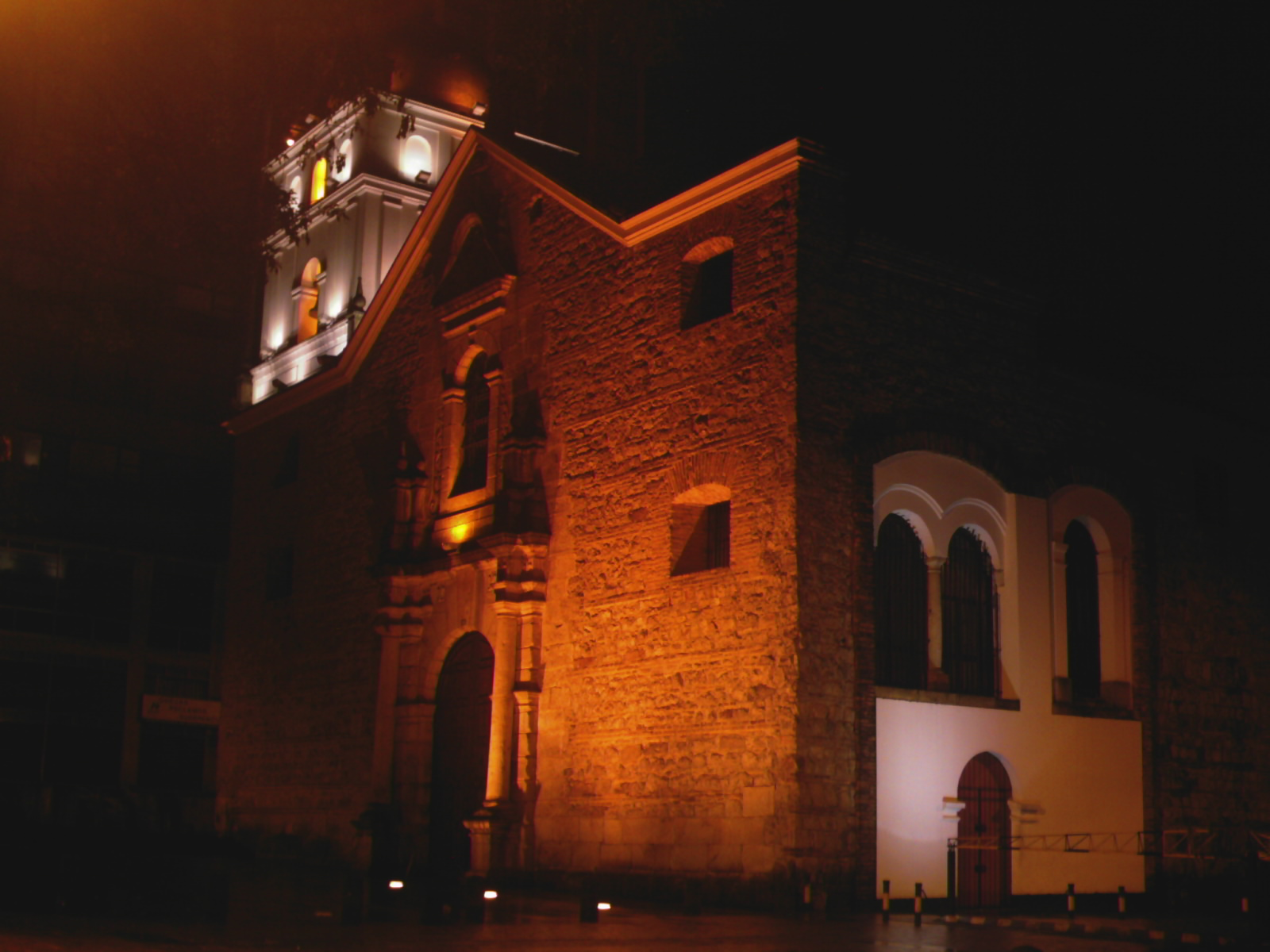
Chiesa di San Agustín di notte, La Candelaria, Bogotà

Furono portati davanti al Consiglio di guerra ed il 10 novembre Policarpa, Alejo Sabaraín (suo amante) e sei altri prigionieri furono condannati a morte per fucilazione.
L'ora scelta per l'esecuzione furono le 9 di mattina del 14 novembre 1817. A mani legate La Pola marciò verso la morte con due sacerdoti al suo fianco, e guidata da una guardia. Invece di ripetere le preghiere che i sacerdoti stavano recitando, maledisse gli spagnoli predicendone la sconfitta nell'incombente rivoluzione. Morì in quella che oggi è nota come piazza Bolívar. Dopo essere salita sul patibolo le fu intimato di girarsi, perché era questo il modo in cui venivano uccisi i traditori. Chiese di morire in ginocchio, una posizione più dignitosa per una donna.
Come era solito, i corpi di Alejo e degli altri sei prigionieri furono esibiti lungo le strade di Bogotà, per spaventare eventuali altri rivoluzionari. Essendo una donna, Policarpa fu esentata da questa umiliazione.
I suoi fratelli frati agostiniani, José Maria de Los Ángeles e Manuel Salavarrieta, ne chiesero il corpo per potergli dare una degna sepoltura cristiana nella chiesa del convento di San Agustín, nel quartiere di La Candelaria.

## Commemorazione

### Giorno della donna colombiana
L'8 novembre 1967, il Congresso della Colombia promulgò la legge 44, firmata dal presidente Carlos Lleras Restrepo. I questa legge, all'articolo 2, si afferma che il 14 novembre sarebbe da quel momento stato il "Giorno della donna colombiana" in onore dell'anniversario della morte della "Nostra eroina, Policarpa Salavarrieta".

### Moneta colombiana
Negli anni Policarpa Salavarrieta è stata raffigurata molte volte sulle monete e banconote colombiane. Sono molte le figure femminili mitologiche ritratte nel tempo, ma lei è l'unico personaggio storico femminile realmente esistito.
Il biglietto da "Diez Mil Pesos" ($10 000) è l'unico ancora in circolazione con raffigurata Policarpa Salavarrieta.

### Francobolli
Per commemorare il centesimo anniversario dell'indipendenza della Colombia nel 1910, il Congresso colombiano ha prodotto una serie di francobolli raffiguranti alcuni degli eroi della rivoluzione, tra cui Policarpa Salavarrieta, Simón Bolívar, Francisco de Paula Santander, Camilo Torres Tenorio ed altri.

### Curiosità
Il monumento a lei dedicato a Bogotà, realizzato nel 1910, riportava, nella versione originaria, un epitaffio contenente un anagramma perfetto del suo nome (secondo la variante arcaica grecizzante, con la Y al posto della I): "Polycarpa Salavarrieta - Yace por salvar la patria". Il gioco di parole è attribuito a Joaquín Monsalve, suo compagno di militanza e di prigione. Quella lapide fu poi rimossa dal basamento della statua nel corso di lavori di consolidamento, avvenuti negli anni Sessanta.